# Regras de seleção
No estudo da matemática, regras de Seleção são o conjunto das probabilidades de transição entre os possíveis estados algébricos n e m, que podem ser definidos por uma regra qualquer, como uma expressão numérica, equação, função, dentre outros, paralelamente a uma condição entre as duas regras,como por exemplo: uma interseção, união, soma, entre outras.
A partir dessas múltiplas condições, são selecionados os algarismos que seguem as ditas regras de seleção do conjunto (daí o nome).
Em física e química, uma regra de seleção, ou regra de transição, restringe as possíveis transições de um sistema de um estado quântico para outro. Diversas regras de seleção foram determinadas para transições eletromagnéticas em moléculas, em átomos e em núcleos atômicos. As regras de seleção podem diferir de acordo com a técnica usada para observar a transição, pois algumas técnicas dependem de fenômenos distintos e podem interferir ou não em certas características e possíveis resultados do experimento.
Note que tais regras estabelecem critérios formais que impedem a transição de um estado para outro, mas as transições podem ocorrer em situações específicas em que alguma condição mude, mesmo que por um curto período de tempo, como a presença de uma vibração ou campo eletromagnético.
- Regra de Laporte
- Espectroscopia